# Nainativu
Nainativu (en tamil: நயினாதீவு; también escrito Nainatheevu; Nagadipa o Nagadeepa) es una pequeña pero notable isla frente a las costas de la península de Jaffna, en la Provincia del Norte dominada por la minoría tamil de Sri Lanka. El nombre de la isla, hace alusión a sus habitantes aborígenes, el pueblo  Nayanar o Nāka. Es además el sitio donde se encuentra el templo budista Naga Vihare y el hindú Nagabooshani Amman Kovil.
El templo hindú fue destruido por los portugueses en 1620. Fue restaurado y restablecido en 1788. Una parte de la losa de inscripción está integrada en la pared del templo actual restaurado. el Templo Nainativu fue atacado y quemado en junio de 1958, y en marzo de 1986. El Templo budista Naga fue construido en la década de 1940 por un monje residente.